# Colbertové
Colbertové byl francouzský šlechtický rod zmiňovaný od poloviny 15. století. Původně byli měšťané v Remeši, v 17. století přesídlili do Paříže a v nižších státních úřadech se zařadili mezi úřednickou (tzv. talárovou) šlechtu. Nejvýznamnějším členem rodu byl Jean-Baptiste Colbert (1619–1683), přední ekonom 17. století a dlouholetý první ministr Ludvíka XIV. (1661–1683). Díky své kariéře získal značný majetek v různých částech Francie a v roce 1668 byl povýšen na markýze. Jeho mladší bratr Charles Colbert (1629–1696) byl dlouholetým ministrem zahraničí (1680–1696). Funkci ministra zahraničí pak do konce vlády Ludvíka XIV. zastával Charlesův syn Jean-Baptiste Colbert, markýz de Torcy (1665–1746). Vzestup prvního ministra Jeana-Baptista Colberta se odrazil na kariéře celého širokého příbuzenstva, rod Colbertů v několika liniích získal řadu šlechtických titulů. Vedle státních a dvorských úřadů se Colbertové uplatnili také v kléru, dva členové rodu zastávali funkci arcibiskupa v Rouenu a Toulouse. V 17.–19. století se příslušníci rodu objevovali především v armádě, dosahovali generálských hodností a mnozí z nich padli v bitvách dynastických válek. Francouzská revoluce negativně zasáhla do struktury rodového majetkového zázemí, v linii Colbert de Chabanais tři bratři prosluli jako vojevůdci v napoleonských válkách. Colbertové od 17. století vlastnili řadu statků v různých částech Francie, převážně poblíž Paříže a na severu království. K jejich významným sídlům patřil zámek Sceaux, který byl zničen během revoluce a jeho současná podoba pochází až z 19. století. Patřilo jim také několik městských paláců v Paříži (Hôtel Beauharnais, Hôtel Pierrard).

## Colbert de Seignelay

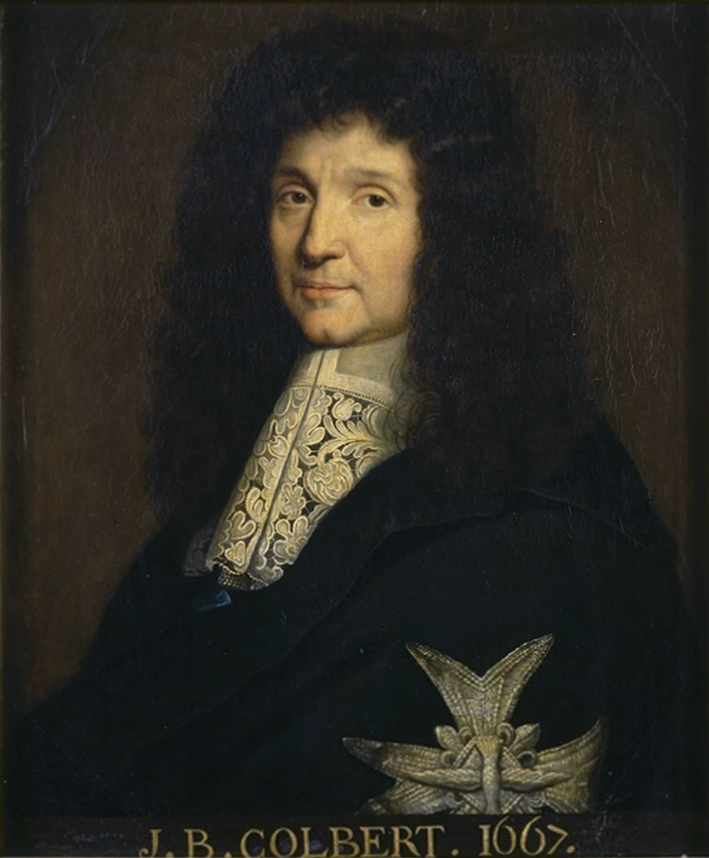
Jean-Baptiste Colbert (1619–1683), první ministr Ludvíka XIV. (1667, Pierre Mignard, Muzeum Versailles)

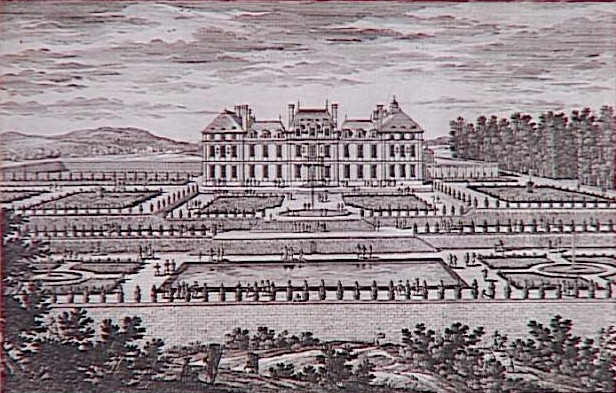
Zámek Sceaux, podoba z konce 17. století

Rod Colbertů žil původně v Remeši a jako první prokazatelný předek se připomíná Jehan Colbert (1450–1512), který působil v Remeši jako zednický mistr a stavitel. V několika generacích jeho potomků začali Colbertové podnikat v různých oborech a začali zastávat i nižší úřady v regionální správě. Úspěšný bankéř Nicolas Colbert (1590–1661) přesídlil v roce 1629 do Paříže a jako první z rodiny získal také statky na venkově. Byl povýšen do šlechtického stavu a nakonec se stal státním radou. Měl početnou rodinu, a i když několik potomků zemřelo v dětství, tři z jeho synů založili nové rodové větve. Čtvrtý syn Nicolas Colbert (1628–1676) zvolil církevní kariéru a v letech 1671–1676 byl biskupem v Auxerre. Nejstarší syn Jean-Baptiste Colbert (1619–1683) vstoupil původně do služeb kardinála Mazarina jako jeho tajemník a po Mazarinově smrti se stal ministrem financí (1661–1683). Jako dlouholetý správce financí a námořnictva patřil k nejvýznamnějším osobnostem první části vlády Ludvíka XIV. a proslul také jako ekonom. Získal řadu dalších funkcí a v roce 1668 byl povýšen na markýze de Seignelay, pod tímto titulem byl ale spíše známý až jeho nejstarší syn. První ministr Colbert začal také shromažďovat majetek v různých částech Francie a jeho hlavním sídlem se měl stát zámek Sceaux nedaleko od Paříže. Pro vznik honosného sídla angažoval významné architekty (Jules Hardouin-Mansart, André Le Nôtre). Krátce před smrtí získal v roce 1682 panství Creully se zámkem v severní Francii poblíž Le Havre. Tento zámek byl sídlem jeho potomků až do francouzské revoluce, kdy byl zkonfiskován a panství rozparcelováno.
I když se stará rodová aristokracie bránila sňatkům s příslušníky tzv. talárové šlechty, právě na příkladu potomstva prvního ministra Colberta je patrné, že spojování velkého majetku staré šlechty a vlivu úřednických rodin bylo nakonec nevyhnutelné a navíc prospěšné pro obě strany. Nejstarší Colbertova dcera Jeanne Marie (1650–1732) se provdala za vévodu de Luynes ze starého rodu d'Albert, další dcera Henriette Louise (1657–1733) byla manželkou státního ministra vévody de Saint-Agnan. Obě dcery navíc při příležitosti sňatku obdržely vysoké finanční věno přímo od krále Ludvíka XIV. Nejmladší dcera Marie Anne (1665–1750) se ve třinácti letech provdala za 3. vévodu de Mortemart, který byl synovcem královy milenky markýzy de Montespan. Sňatek proběhl v roce 1679 ve Versailles a z genealogického hlediska byl vrcholem Colbertova společenského vzestupu, protože jeho nejmladší dcera se provdala za bratrance nemanželských dětí Ludvíka XIV. Marie Anne při příležitosti sňatku dostala od krále věno ve výši jednoho miliónu livrů.

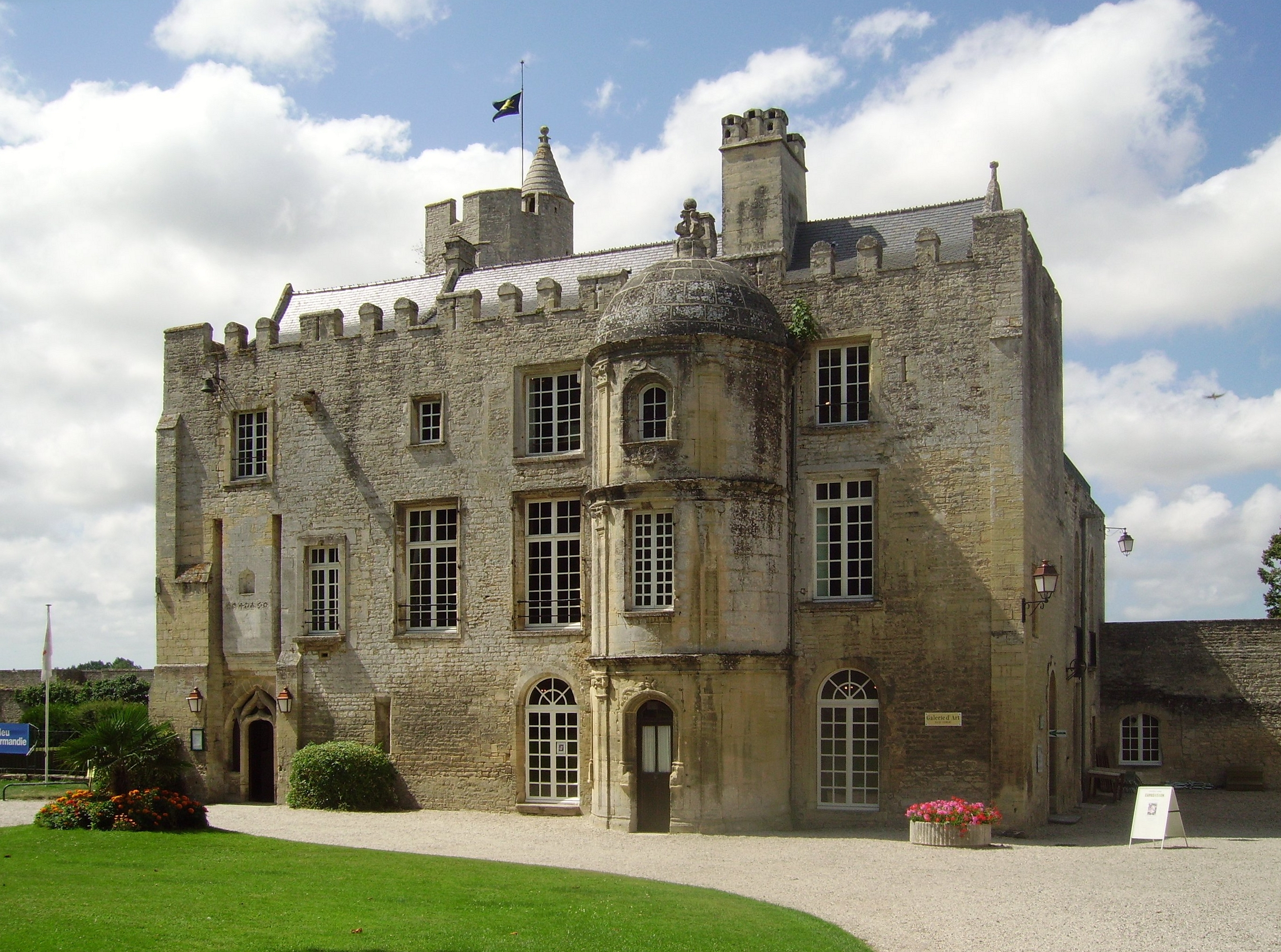
Zámek Creully (departement Calvados), sídlo Colbertů v 17. a 18. století

Jean-Baptiste Colbert, 2. markýz de Seignelay (1651–1690), byl nejstarším synem prvního ministra Colberta a po otci převzal úřad ministra námořnictva a pokračoval v úpravách hlavního sídla ve Sceaux. Druhorozený syn Jacques Nicolas Colbert (1654–1707) byl předurčen k církevní kariéře a nakonec byl arcibiskupem v Rouenu (1691–1707), byl též členem Francouzské akademie. Jeho mladší bratři sloužili v armádě a dva z nich padli v devítileté válce. Další z bratrů, Jules Armand Colbert de Blainville (1663–1704), zemřel jako generálporučík na následky zranění z bitvy u Höchstädtu. Pokračovatelem této linie byl Jean-Baptiste Colbert, 3. markýz de Seignelay (1683–1712), který zastával funkce u dvora a také sloužil v armádě. Oženil se s členkou německého knížecího rodu Fürstenbergů, zatímco jeho mladší bratr Charles Colbert, hrabě de Seignelay (1689–1747), se přiženil do rodiny Thurn-Taxisů. Na přelomu 17. a 18. století došlo k majetkovým úbytkům, v roce 1699 byl prodán zámek Sceaux a jeho novým majitelem se stal vévoda de Maine, nemanželský syn Ludvíka XIV. V roce 1715 koupil od Colbertů ministr hrabě Pontchartrain zámek Château-sur-Cher. Posledním potomkem přímé linie prvního ministra Jeana-Baptista Colberta byl Armand Marie Louis Colbert, markýz de Seignelay (1771–1826), který po restauraci Bourbonů získal Řád sv. Ludvíka, Řád čestné legie a byl plukovníkem jezdectva.

## Colbert de Torcy

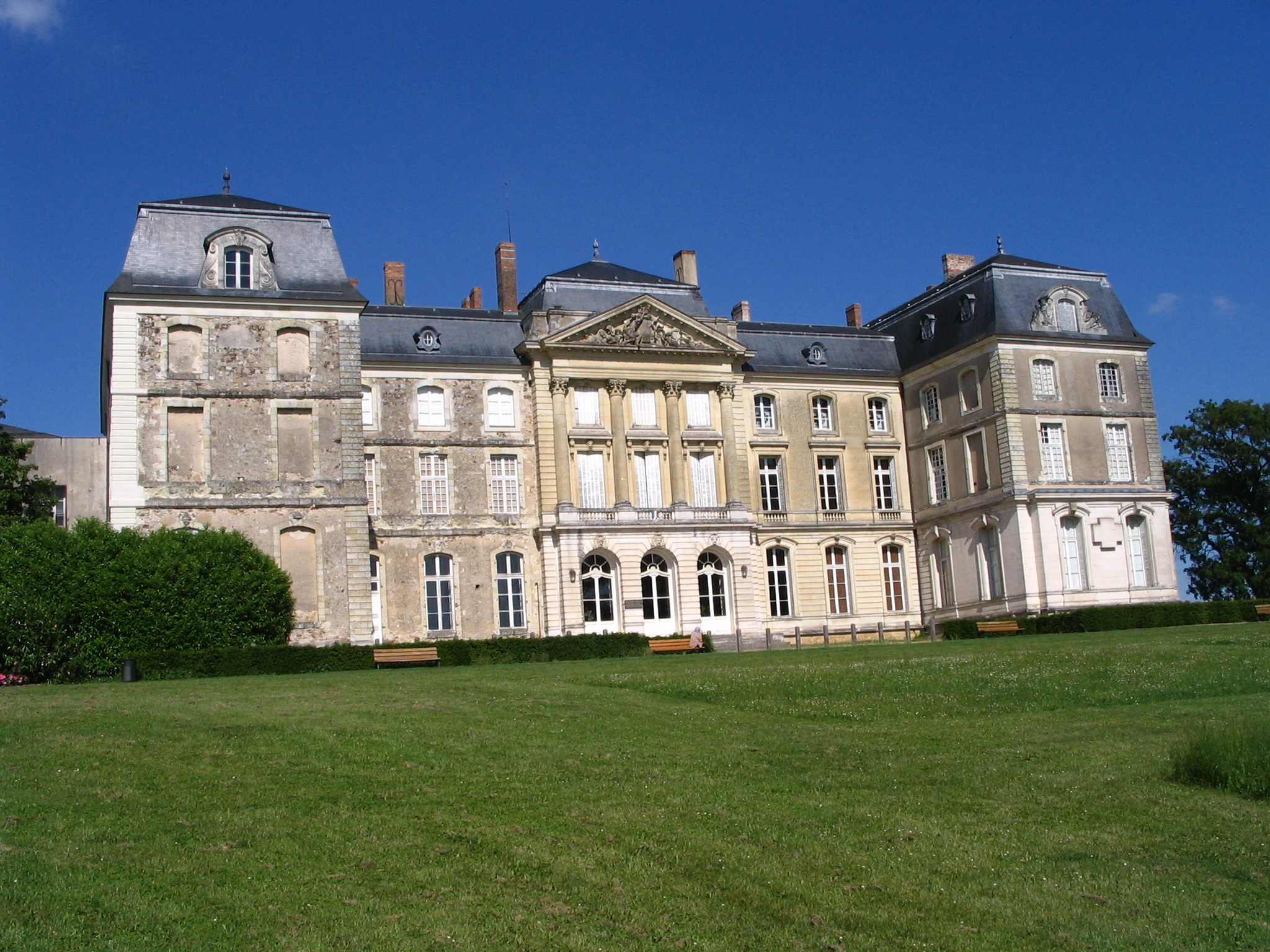
Zámek Sablé-sur-Sarthe (departement Sarthe), sídlo markýzů de Torcy v 18. století

Druhou linii potomstva remešského bankéře Nicolase Colberta založil Charles Colbert (1629–1696), mladší bratr prvního ministra Colberta. Charles se díky vlivu staršího bratra dostal brzy ke státním úřadům a nakonec byl v letech 1680–1696 ministrem zahraničí. V roce 1685 získal titul markýze de Torcy et Croissy (podle panství, která získal sňatkem). Také jeho potomstvo patřilo v 18. století k významným francouzským rodinám. Nejstarší syn Jean-Baptiste Colbert, markýz de Torcy (1665–1746), převzal po otci funkci ministra zahraničí (1696–1715), další syn Charles (1667–1738) byl biskupem v Montpellieru (1696–1738) a nejmladší syn Louis François Colbert, hrabě de Croissy (1677–1747) byl generálporučíkem a za války o španělské dědictví byl vyslancem ve Švédsku. Louisův jediný syn François Louis Colbert padl v bitvě u Dettingenu. Pokračovatelem této linie byl Jean-Baptiste Colbert, 3. markýz de Torcy (1703–1777), který zastával čestné hodnosti u dvora, v armádě dosáhl za války o rakouské dědictví hodnosti generálporučíka a byl rytířem Řádu sv. Ducha. Jeho syn Jean-Baptiste Colbert (*1728) byl za sedmileté války povýšen do hodnosti maréchal de camp, v roce 1789 byl poslancem Generálních stavů a zemřel neznámo kdy během revoluce. Zámek Sable-sur-Sarthe po něm zdědila sestra Henriette a po ní pak další spřízněné rodiny.

## Colbert de Maulévrier

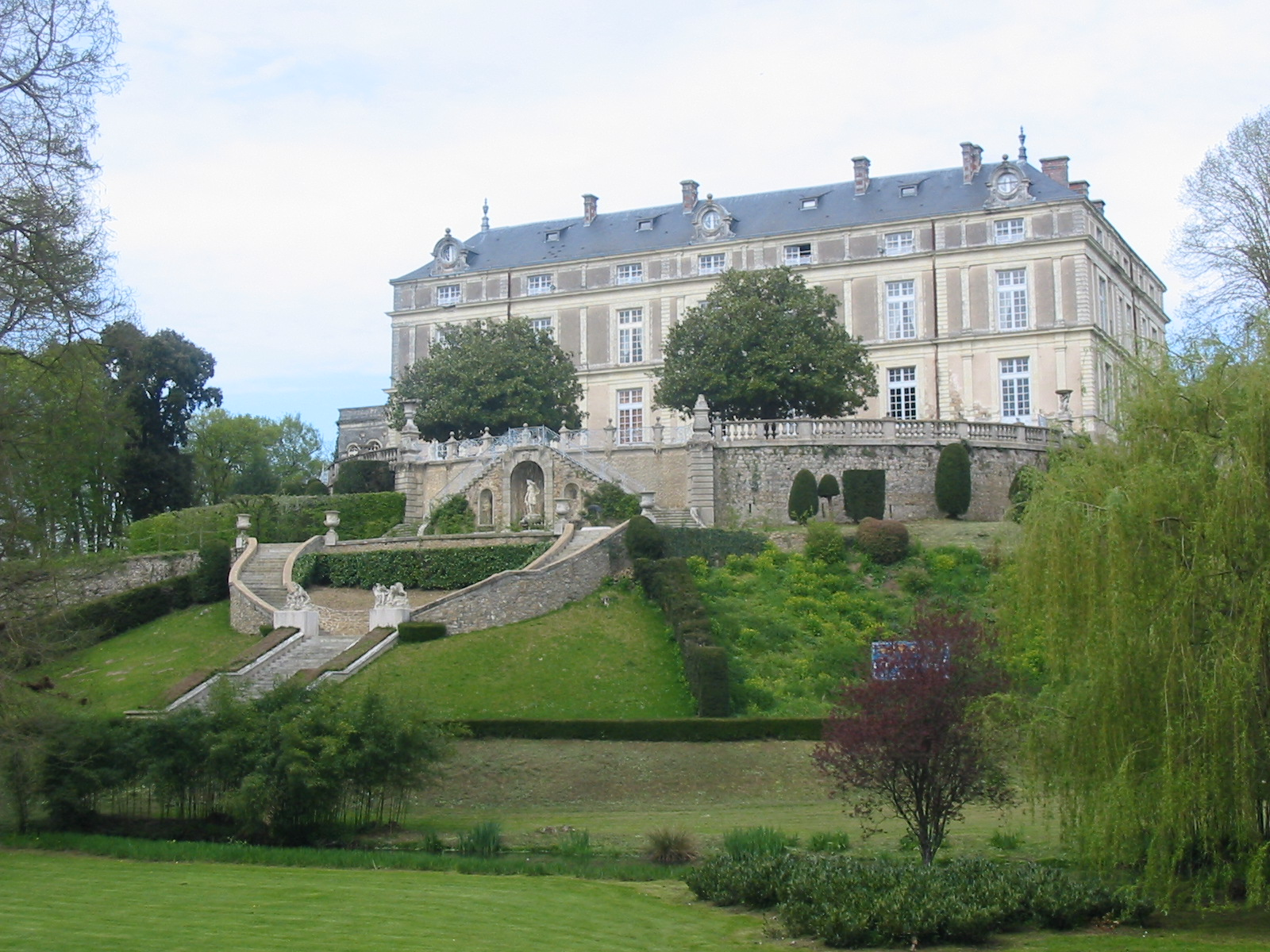
Zámek Maulévrier (departement Maine-et-Loire), sídlo Colbertů v 17.–19. století

Na počátku rodové linie de Maulévrier stál nejmladší bratr prvního ministra Colberta, Édouard François Colbert (1633–1693), který sloužil v armádě, dosáhl hodnosti generálporučíka, kromě toho byl kapitánem gardy královských mušketýrů a guvernérem v Tournai. V roce 1664 koupil panství Maulévrier a podle něj získal v roce 1677 titul markýze. Stejně jako starší bratr oslovil významného architekta Julese Hardouin-Mansarta, který projektoval přestavbu zámku Maulévrier (1679–1683). Édouardův nejstarší syn Jean-Baptiste Colbert, hrabě de Maulévrier (1669–1695), padl během devítileté války při obléhání Namuru. Dědicem majetku a titulů byl další syn François Édouard Colbert, 2. markýz de Maulévrier (1674–1706), který byl brigádním generálem a oženil se s Henriette Froulay de Tessé, dcerou maršála de Tessé. Jejich syn Louis René Colbert, hrabě de Maulévrier (1699–1750), také sloužil v armádě, za války o rakouské dědictví dosáhl hodnosti generálporučíka a nakonec byl vyslancem v Parmě. Přežil svého jediného syna a dědicem se stal synovec Édouard Victurnien Colbert, markýz de Maulévrier (1754–1839), který ještě před revolucí dosáhl v armádě hodnosti maréchal de camp a byl vyslancem u kolínského kurfiřta. Původně obhajoval zrušení šlechtických privilegií, ale s vývojem revoluce nesouhlasil a emigroval do Holandska (během revoluce byla popravena jeho matka). Do Francie se vrátil v roce 1802 a později nechal upravit zámek Maulévrier zničený během občanské války. Jeho dcera Juliette Colbert (1786–1864) proslula zbožností a po sňatku s italským šlechticem markýzem Carlem Tancredim di Barolo žila v Turíně. Věnovala se podpoře chudých dětí a zakládala bezplatné školy, později byla dlouholetou patronkou Silvia Pellica po jeho propuštění z brněnského vězení a překladatelkou jeho díla do francouzštiny. Díky charitativní činnosti byl v roce 1990 zahájen proces její kanonizace, v roce 2015 byla prohlášena za Blahoslavenou. Posledním potomkem této rodové linie byl René Olivier Colbert, markýz de Maulévrier (1813–1891). Zámek Maulévrier pod názvem Château Colbert dnes slouží jako luxusní hotel.

## Colbert de Villacerf

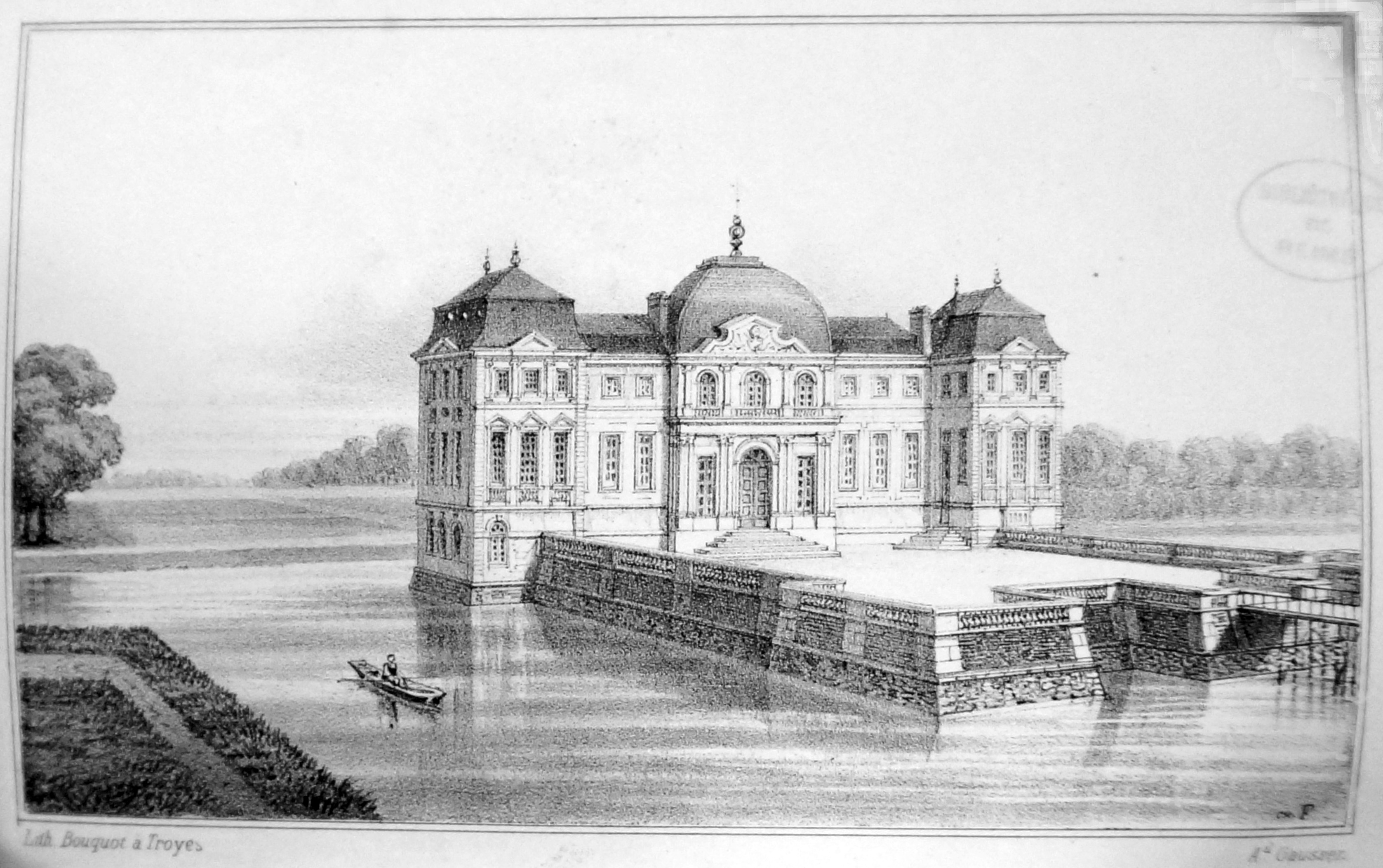
Zámek Villacerf (departement Aube)

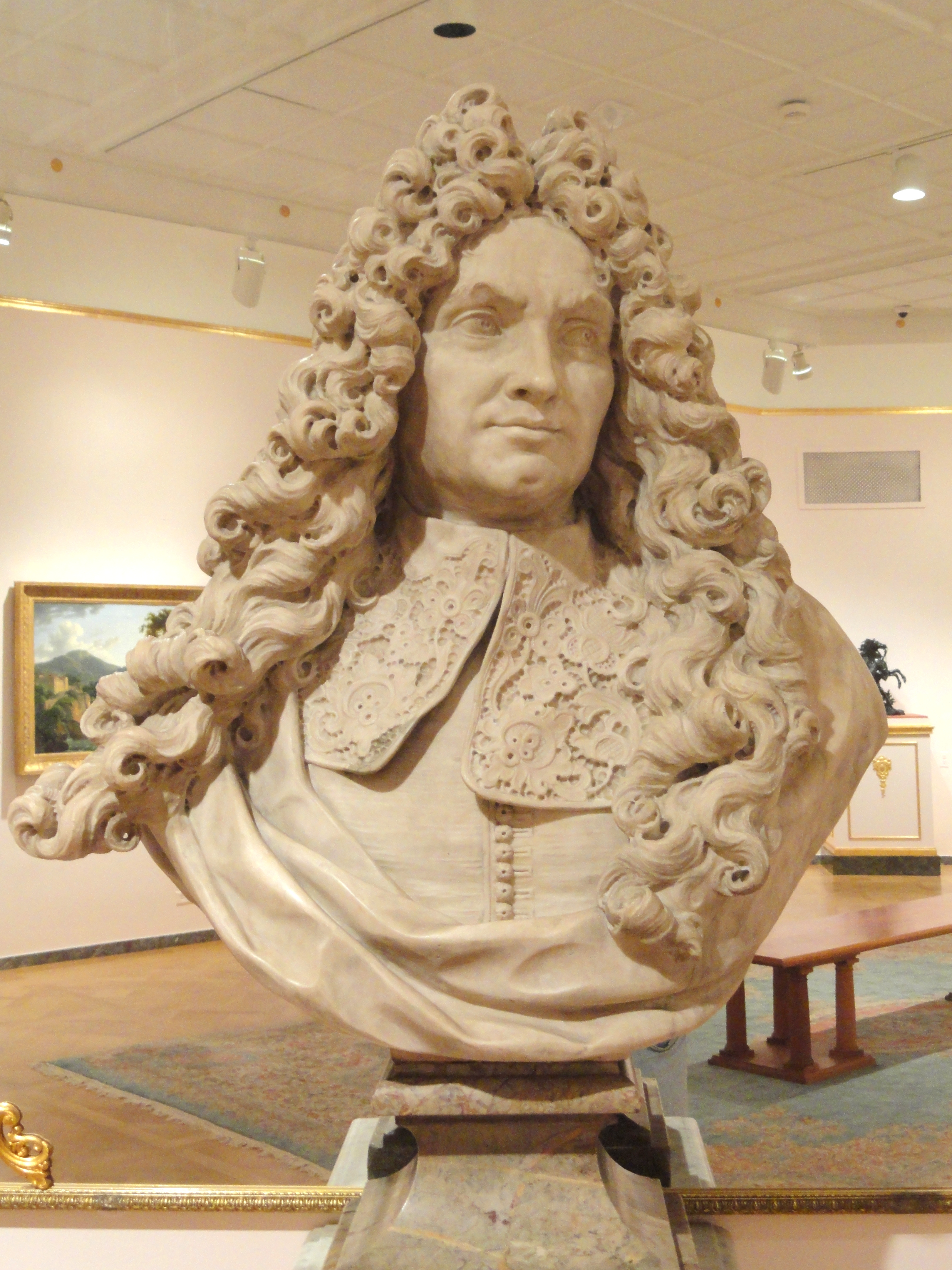
Busta Édouarda Colberta, markýze de Villacerf (1690–1700)

Rodová větev Colbertů de Villacerf byla s rodinou Jeana-Baptista Colberta spřízněna vzdáleně, jejím zakladatelem byl Oudart Colbert (1560–1640), obchodník a bankéř v Troyes, prastrýc Jeana-Baptista. Oudartův syn Jean-Baptiste Colbert (1602–1663) byl státním radou a intendantem v Lotrinsku, oženil se s Claude Le Tellier, dcerou kancléře Michela Le Tellier. Jejich mladší syn Jean-Baptiste Colbert (1640–1710) byl dlouholetým biskupem v Montaubanu (1674–1687) a arcibiskupem v Toulouse (1687–1710). Starší syn Édouard Colbert (1628–1699) byl bratrancem prvního ministra Colberta a zároveň jeho největšího rivala u dvora Ludvíka XIV., markýze Louvoise. Édouard byl oblíbencem Ludvíka XIV. a zastával řadu funkcí ve státní správě, po Louvoisovi převzal úřad generálního intendanta staveb. V roce 1670 získal titul markýze de Villacerf podle panství v severní Francii, které získal v roce 1667. Panství Villacerf disponovalo tehdy nově postaveným zámkem podle projektu Louise Le Vau. Kromě toho nechal Édouard Colbert postavit palác v Paříži známý pod názvem Hôtel Colbert de Villacerf. Jeho dva starší synové Édouard a Michel François padli v tehdejších válkách, dědicem se stal třetí syn Pierre Gilbert Colbert, markýz de Villacerf († 1733), který byl důstojníkem, maltézským rytířem a zastával hodnosti u dvora. Později přešel majetek na potomstvo jeho bratrance Françoise Colberta (1676–1719), zakladatele nové linie Chabanais.

## Colbert de Chabanais

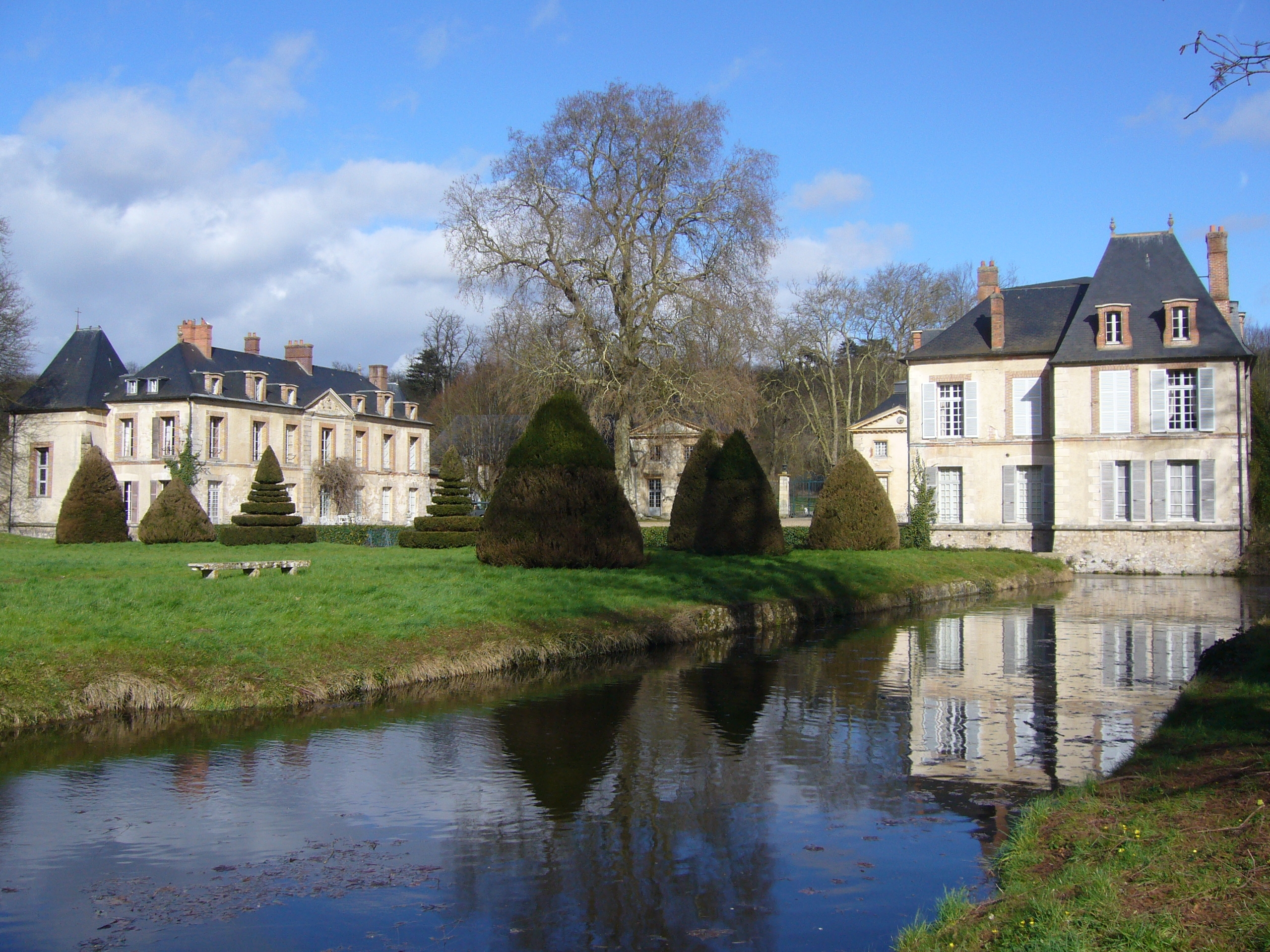
Zámek Saussay (departement Essonne), sídlo větve Colbert de Chabanis v 19. století

Linii de Chabanais založil Gilbert Colbert (1642–1706), který získal titul markýze de Saint Pouange. Neměl legitimní potomstvo, jeho nemanželský syn François Colbert (1676–1719) nicméně jako vysoký důstojník v armádě dosáhl titulu markýze de Chabanais (1702) a sňatkem získal panství se zámkem Rochebrune. V generaci jeho vnuků tato linie převzala majetek vymřelé větve de Villacerf. Zámek Villacerf byl zničen během revoluce, v roce 1817 byl prodán i pařížský palác Hôtel Colbert de Villacerf. Z této linie vynikli během napoleonských válek tři bratři, kteří v roce 1793 vstoupili jako dobrovolníci do armády a všichni tři později dosáhli generálských hodností. Pierre David Colbert (1774–1853) bojoval v Egyptě, později například v bitvě u Slavkova. V roce 1808 byl povýšen na barona císařství a v závěru napoleonských válek byl divizním generálem. Později byl generálním inspektorem jezdectva, po restauraci Bourbonů mu byl přiznán titul hraběte de Chabanais a nakonec byl jmenován francouzským pairem (1838). Jeho mladší bratr Louis Pierre Colbert (1776–1843) za napoleonských válek sloužil souběžně v armádě a v diplomacii, ale hodnosti generála dosáhl až později za vlády orleánské dynastie (1838). Nejmladší z bratrů Auguste Marie Colbert (1777–1809) byl za napoleonských válek pobočníkem maršálů Grouchyho a Murata, bojoval u Slavkova a v roce 1808 získal titul hraběte císařství. Padl ve Španělsku v potyčce u Cacabelos, kterou svedl s britským generálem Pagetem. Jako jediný z bratrů zanechal další potomstvo a sňatkem s Marií Genéviève de Canclaux (1785–1849), dvorní dámou císařovny Josefíny, získal zámek Saussay poblíž Paříže. Jejich syn Napoléon Joseph Colbert (1805–1883) zdědil po strýci titul hraběte de Chabanais (1853) a později byl znovu povýšen na markýze (1857). Byl stoupencem režimu Napoleona III., za jeho vlády byl poslancem Zákonodárného sboru a získal Řád čestné legie. Jeho syn Pierre Emile Colbert, markýz de Chabanais (1834–1905) sloužil v armádě a dosáhl hodnosti divizního generála. Nechal významně rozšířit zámek Saussay, panství po jeho smrti přešlo na spřízněnou rodinu Bourbon-Busset. Jeho mladší bratr Pierre Louis Colbert de Colbert de Laplace (1843–1917), který působil v diplomacii a byl poslancem Národního shromáždění. Posledním potomkem této linie byl Napoléon François Auguste Colbert (1878–1961), tajný papežský komoří a rytíř Řádu Božího hrobu jeruzalémského.

## Colbert de Saint-Mars
Rodovou větev označovanou podle panství Saint-Mars východně od Paříže založil Charles Colbert (1592–1661), strýc prvního ministra Jeana-Baptista Colberta. Charles na rozdíl od svého staršího bratra Nicolase zůstal v Remeši, kde působil v městské samosprávě. Z jeho čtyř synů vynikl André Colbert (1646–1704), který byl biskupem v Auxerre (1676–1704). Další syn François Colbert (1650–1722) sloužil u námořnictva, zúčastnil se válek přelomu 17. a 18. století a získal Řád sv. Ludvíka. Byl také povýšen na markýze de Saint-Mars, ale přežil své čtyři syny, nejmladší syn Charles Colbert, hrabě de Colbert (1703–1722), zemřel krátce po otci a jím tato linie vymřela.

## Galerie

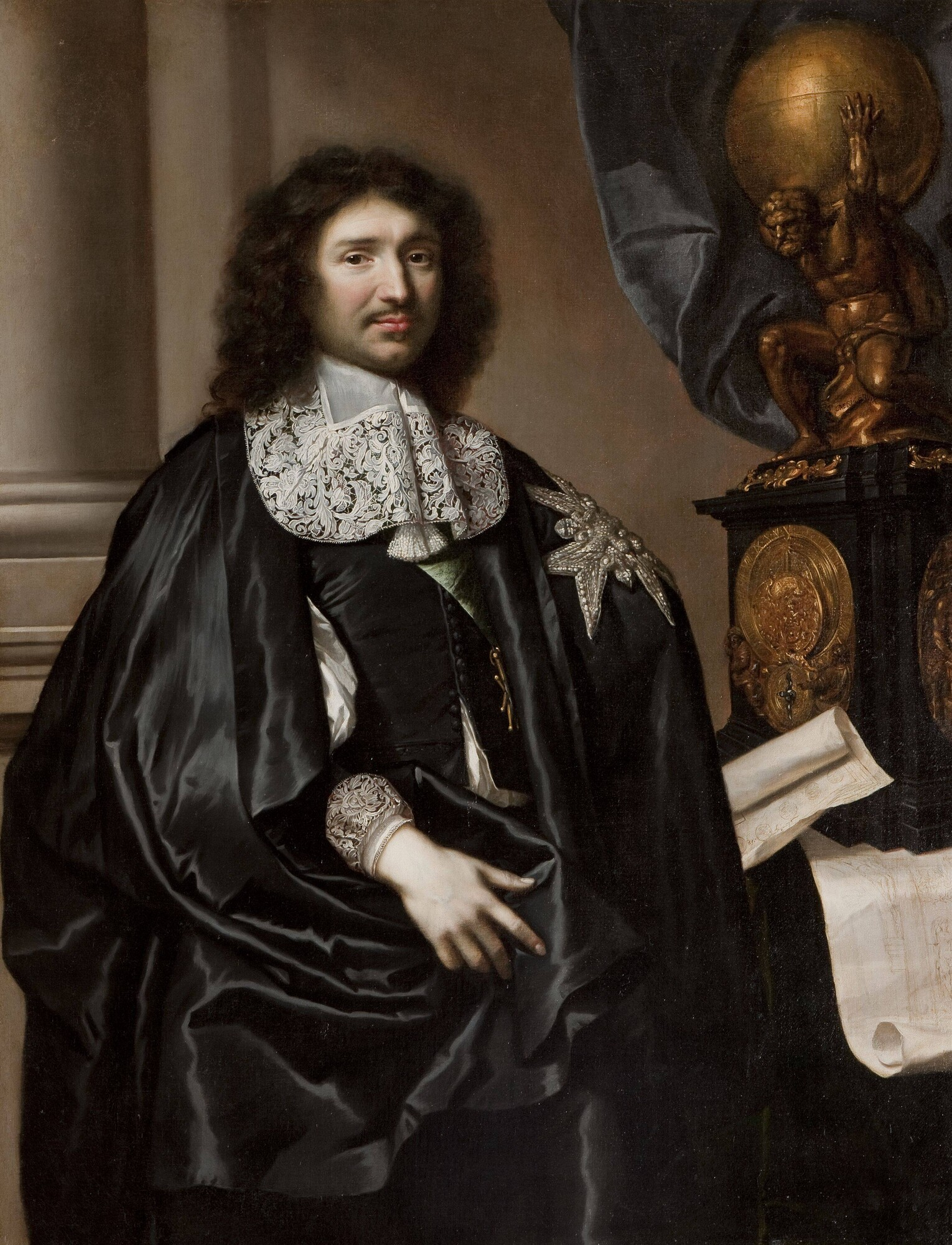
Jean-Baptiste Colbert (1619–1683), první ministr Ludvíka XIV. (1661–1683)
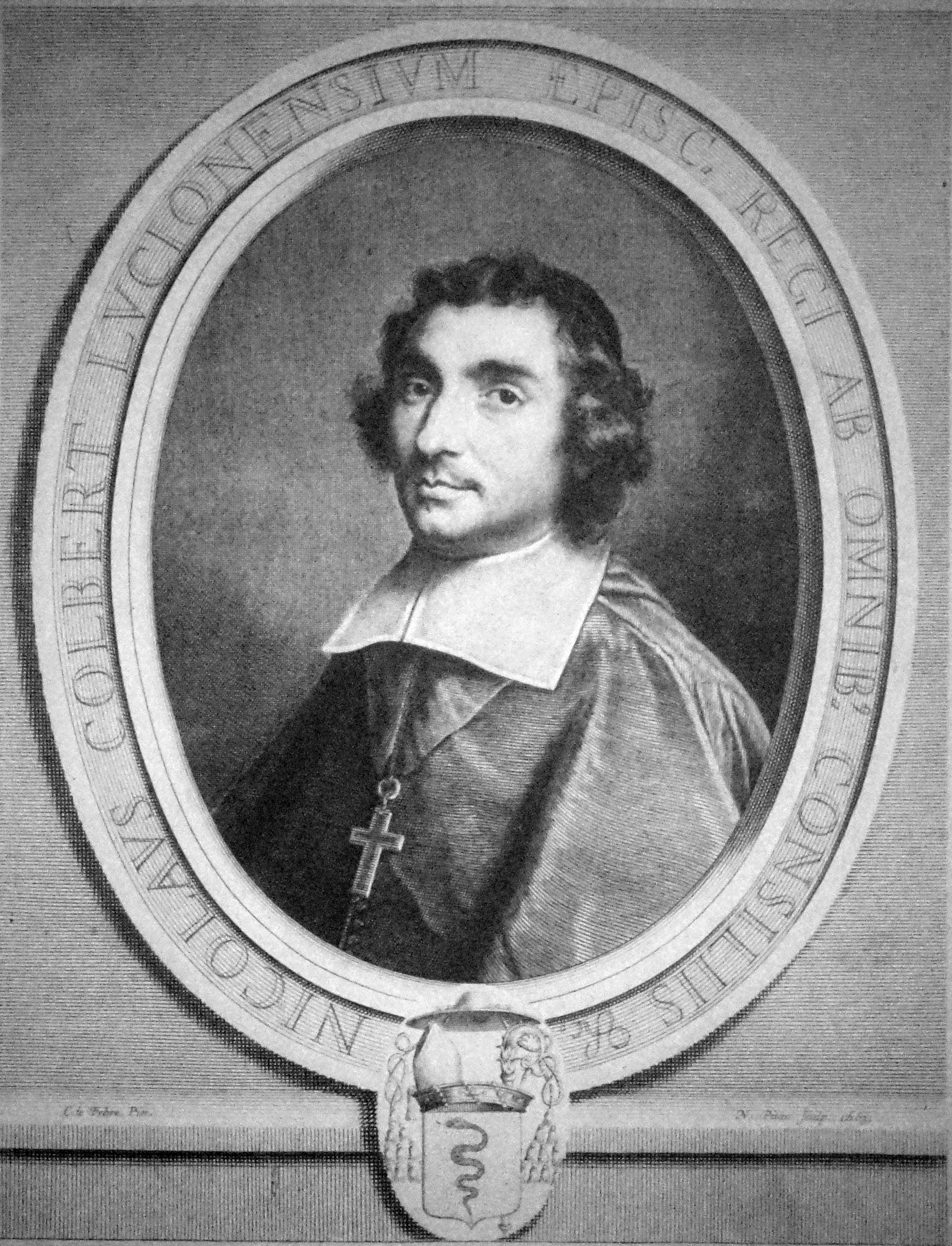
Nicolas Colbert (1628–1676), biskup v Auxerre (1671–1676)
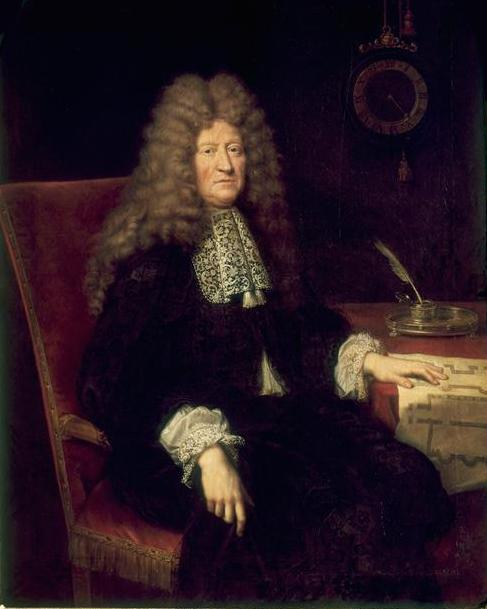
Édouard Colbert, markýz de Villacerf (1628–1699), generální intendant královských staveb
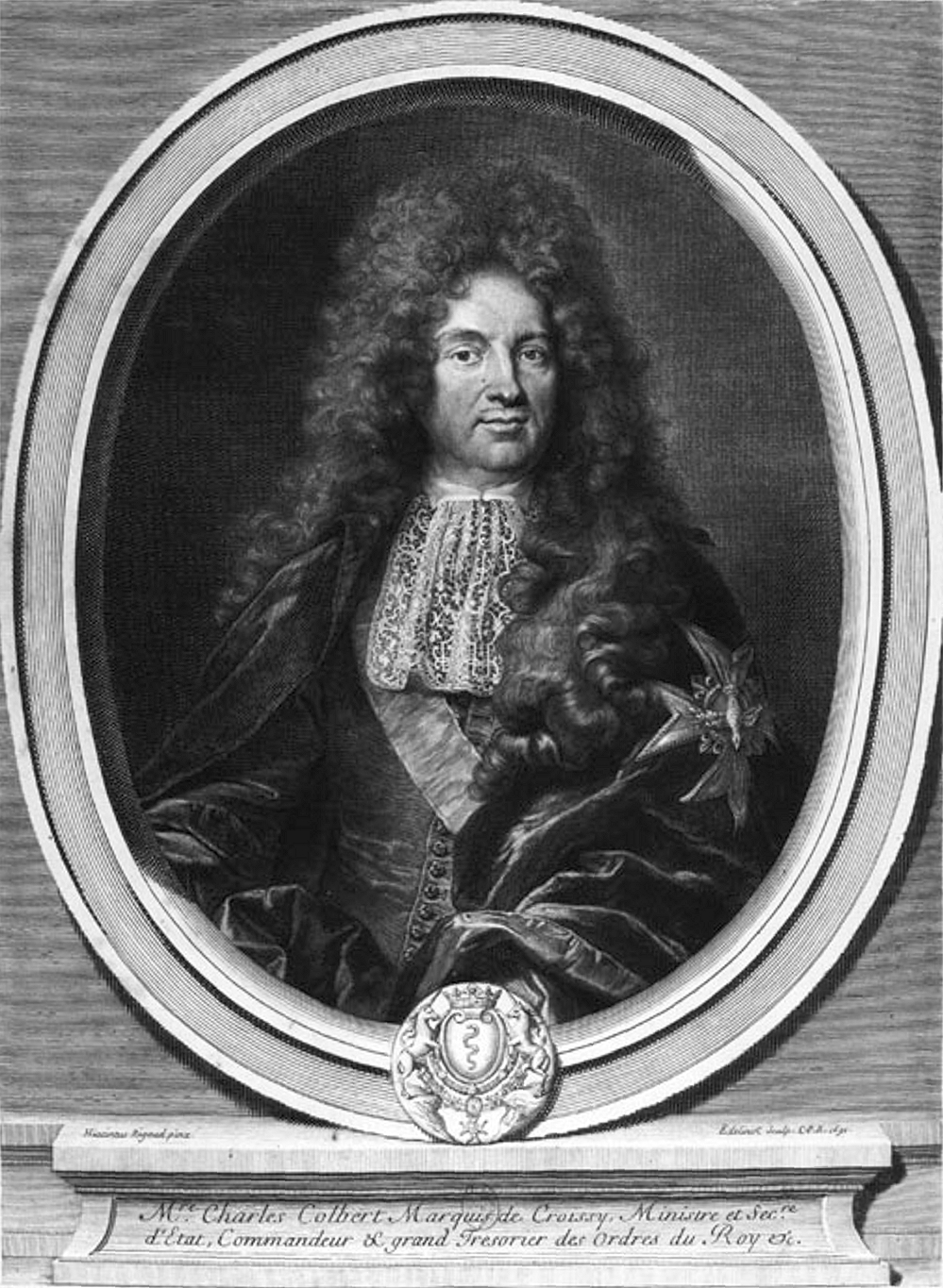
Charles Colbert, markýz de Croissy (1629–1696), ministr zahraničí (1680–1696)
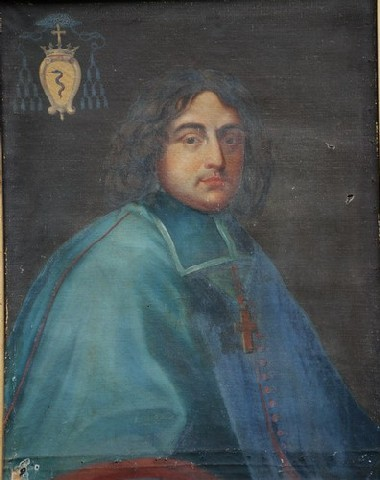
Jean-Baptiste Colbert (1640–1710), arcibiskup v Toulouse (1687–1710)
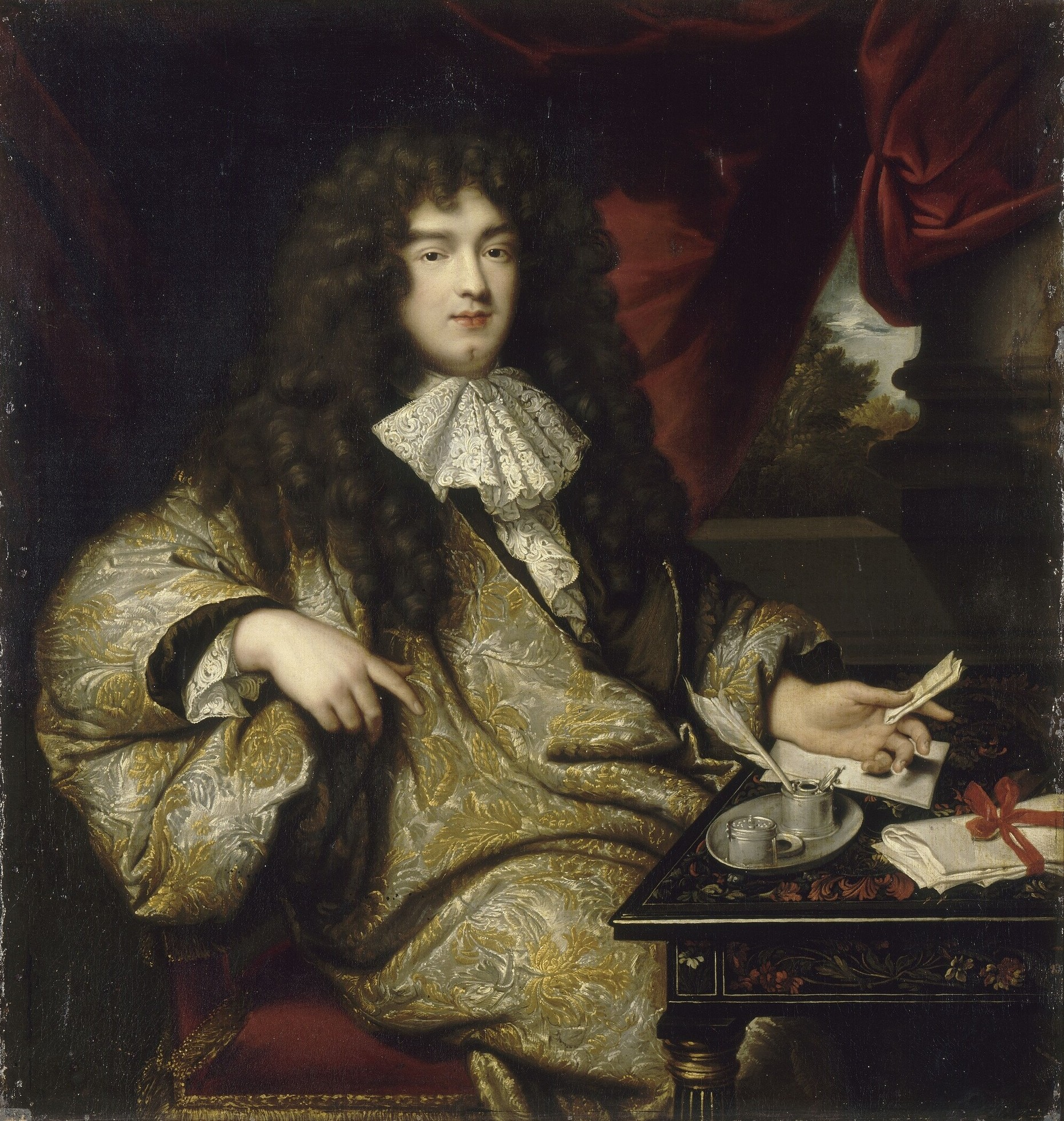
Jean-Baptiste Colbert, markýz de Seignelay (1651–1690), ministr námořnictva (1683–1690)
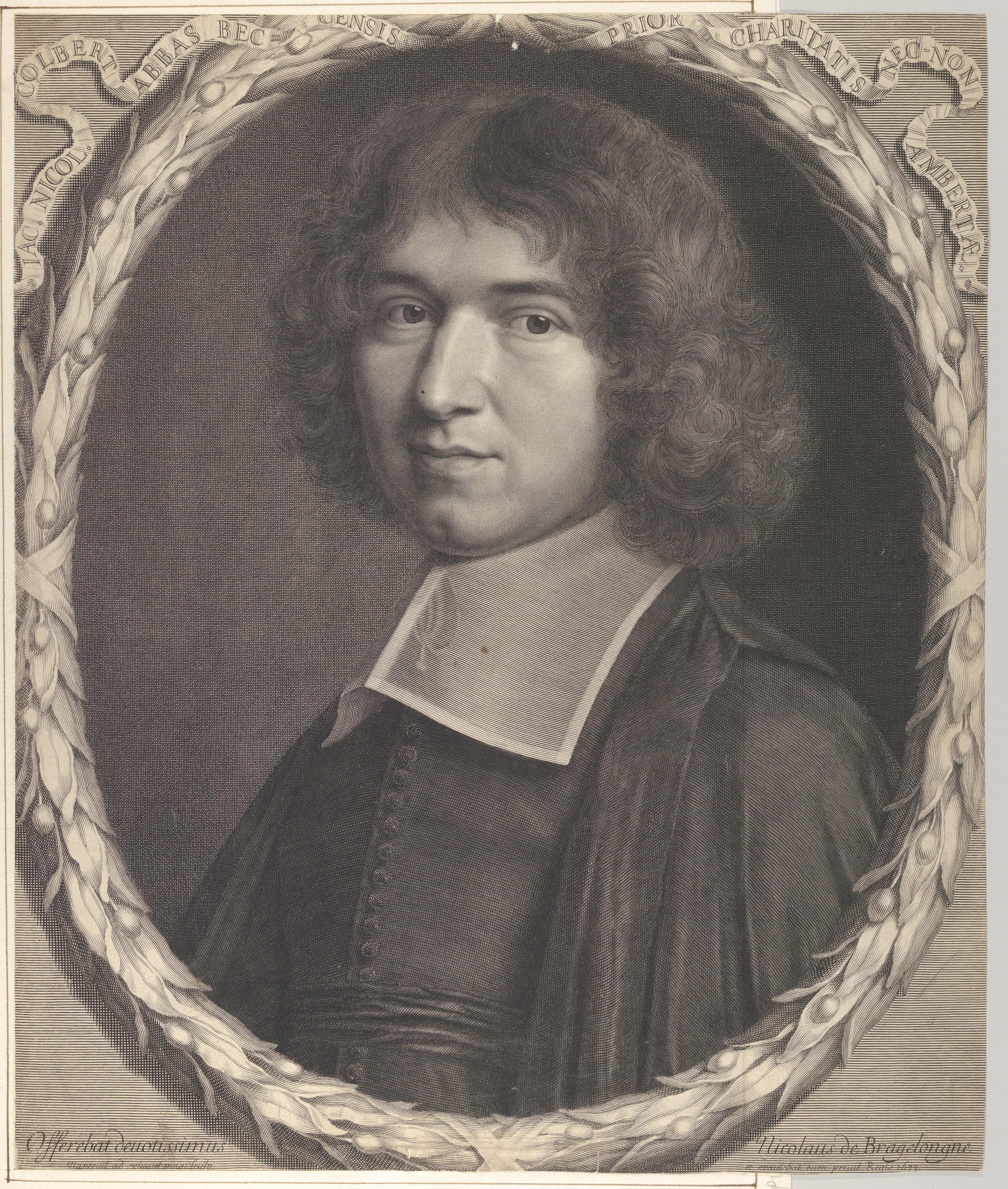
Jacques Nicolas Colbert (1654–1707), arcibiskup v Rouenu (1691–1707)
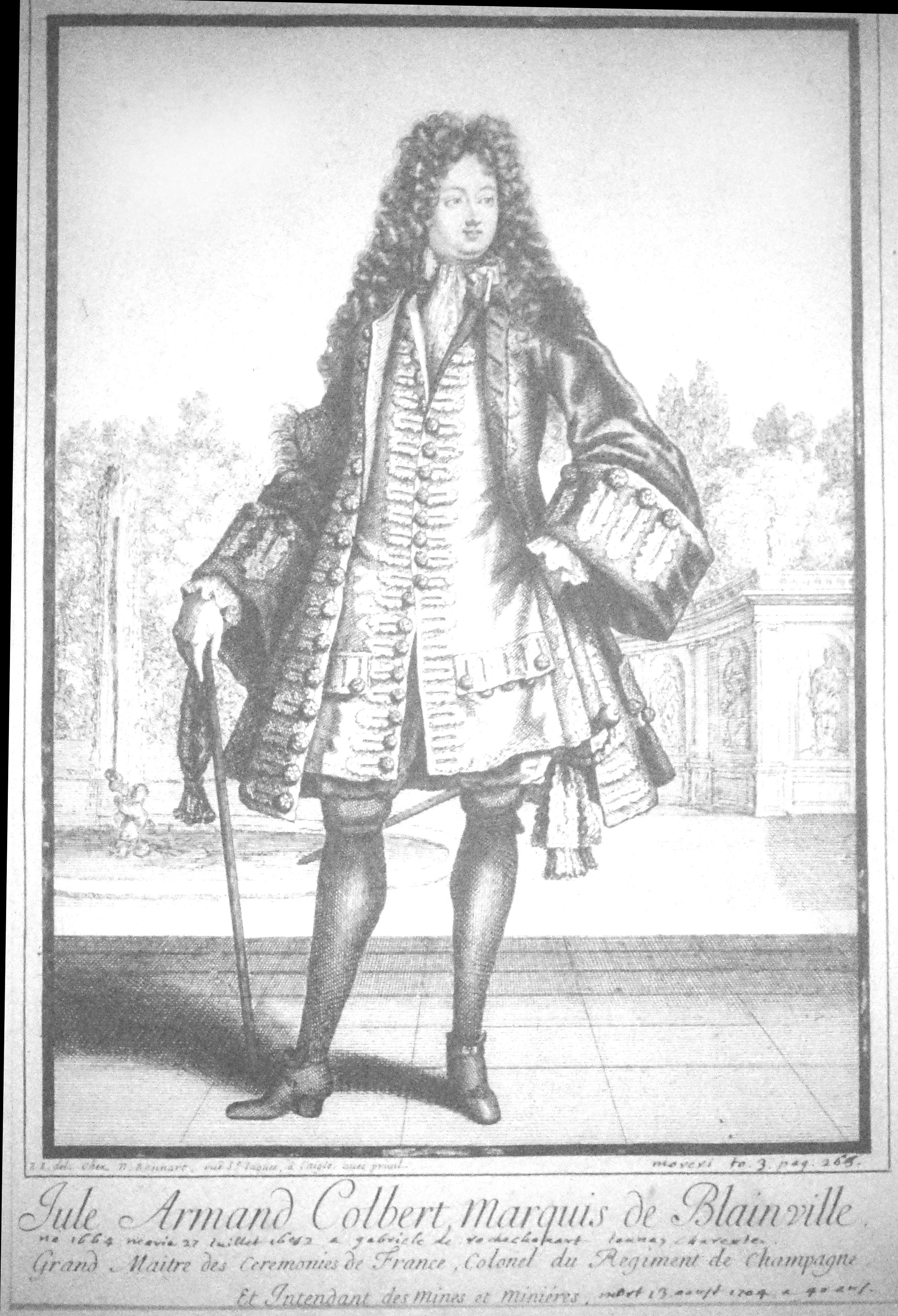
Jules Armand Colbert, markýz de Blainville (1663–1704), generál
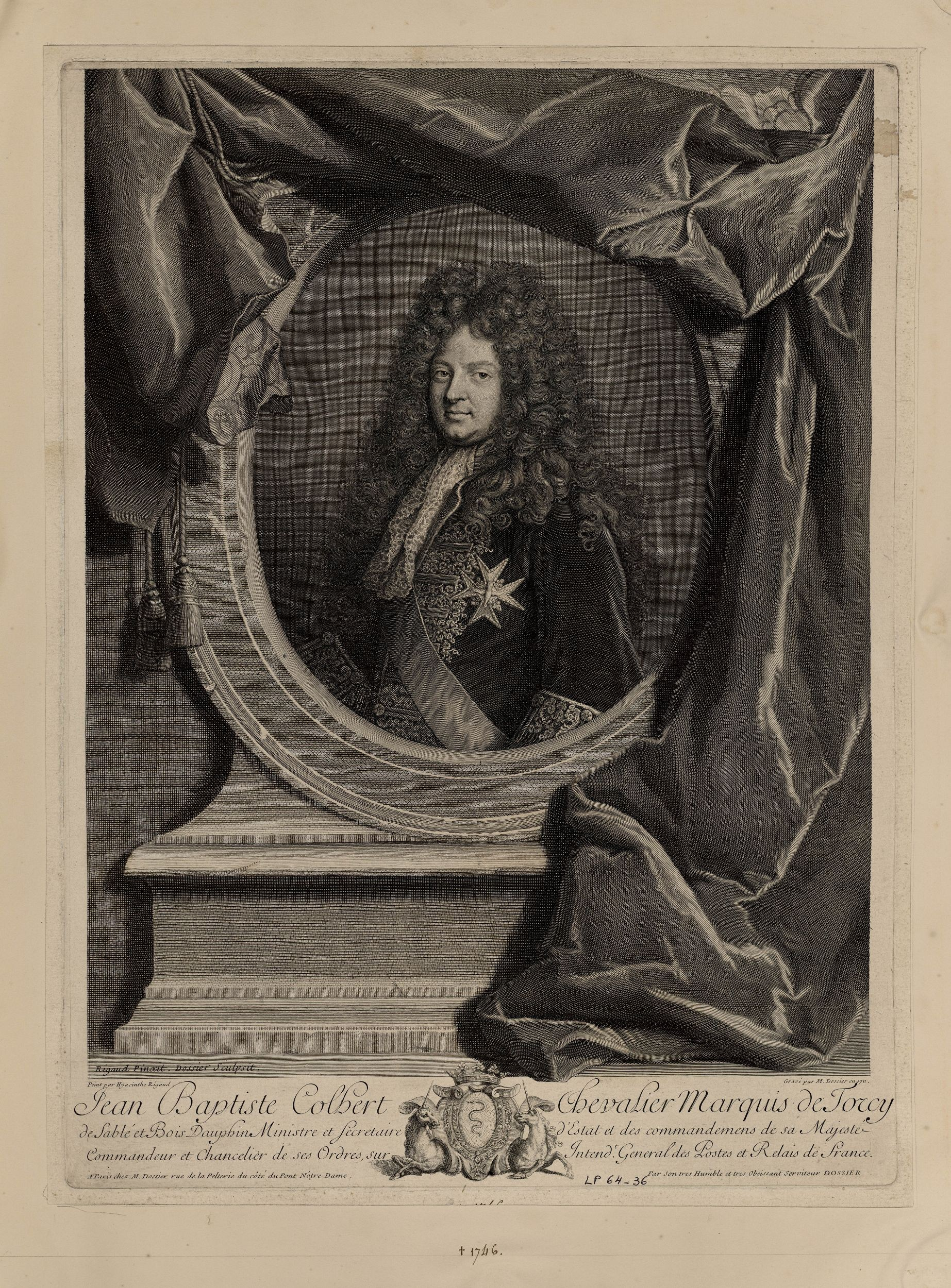
Jean-Baptiste Colbert, markýz de Torcy (1665–1746), ministr zahraničí (1696–1715)
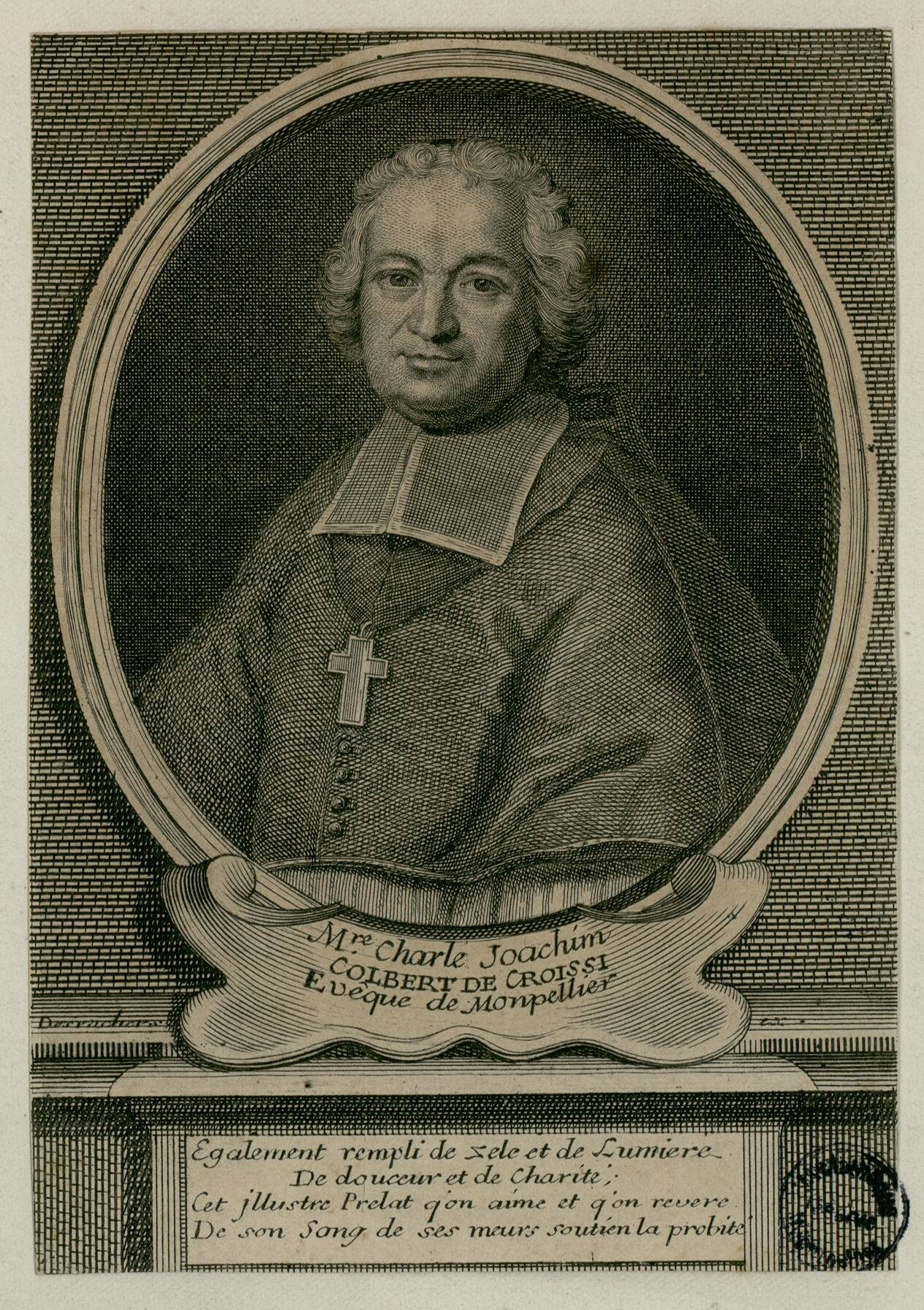
Charles Joachim Colbert (1667–1738), biskup v Montpellieru (1696–1738)
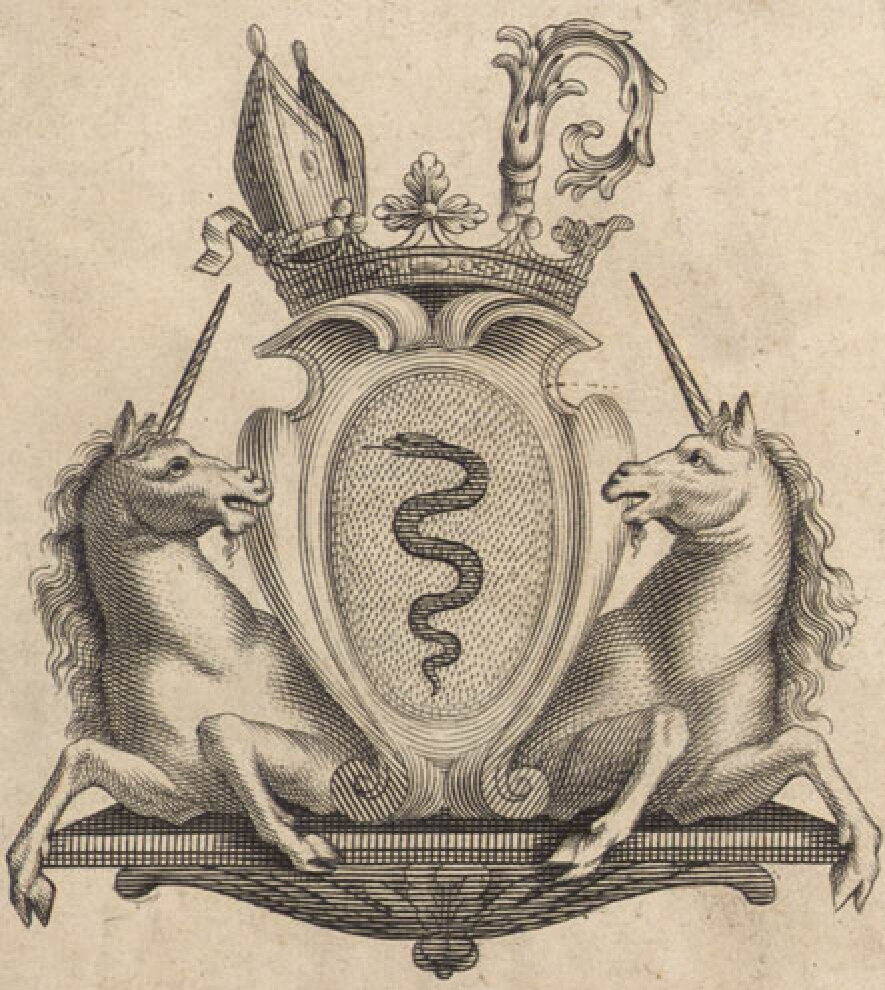
Erb montpellierského biskupa Charlese Joachima Colberta
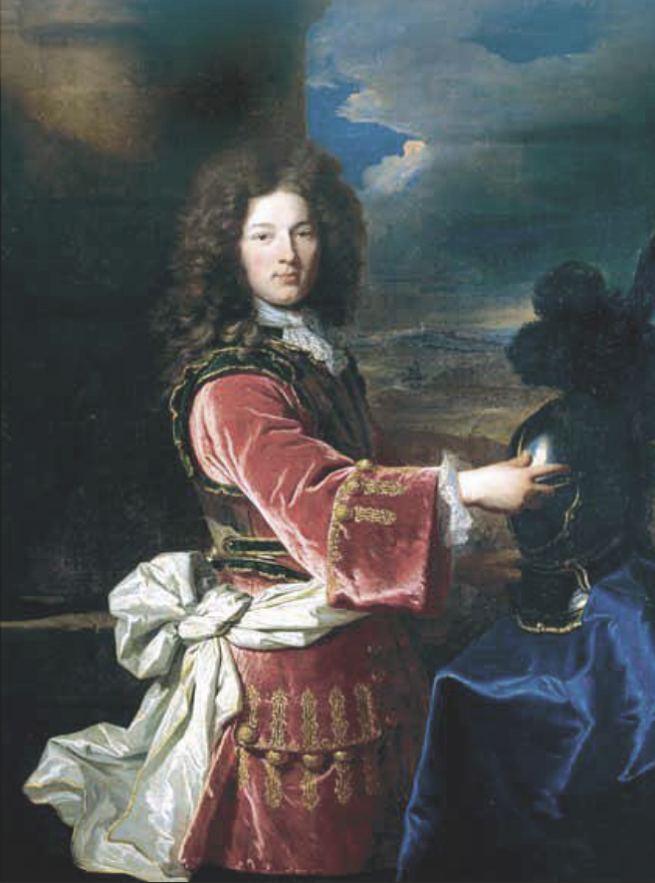
Louis François Colbert, hrabě do Croissy (1677–1747), generál a diplomat
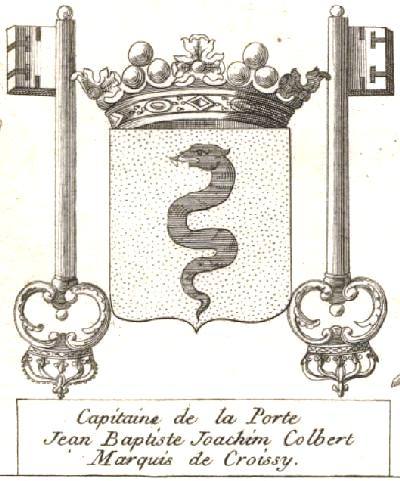
Erb kapitána královské gardy Jeana-Baptista Colberta, markýze de Croissy (1703–1777)
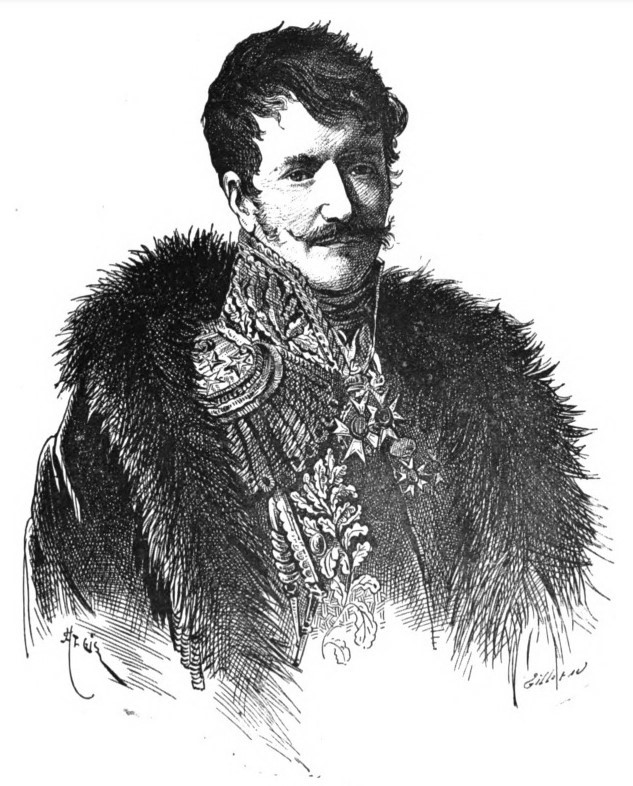
Pierre David Colbert de Chabanais (1774–1853), generál
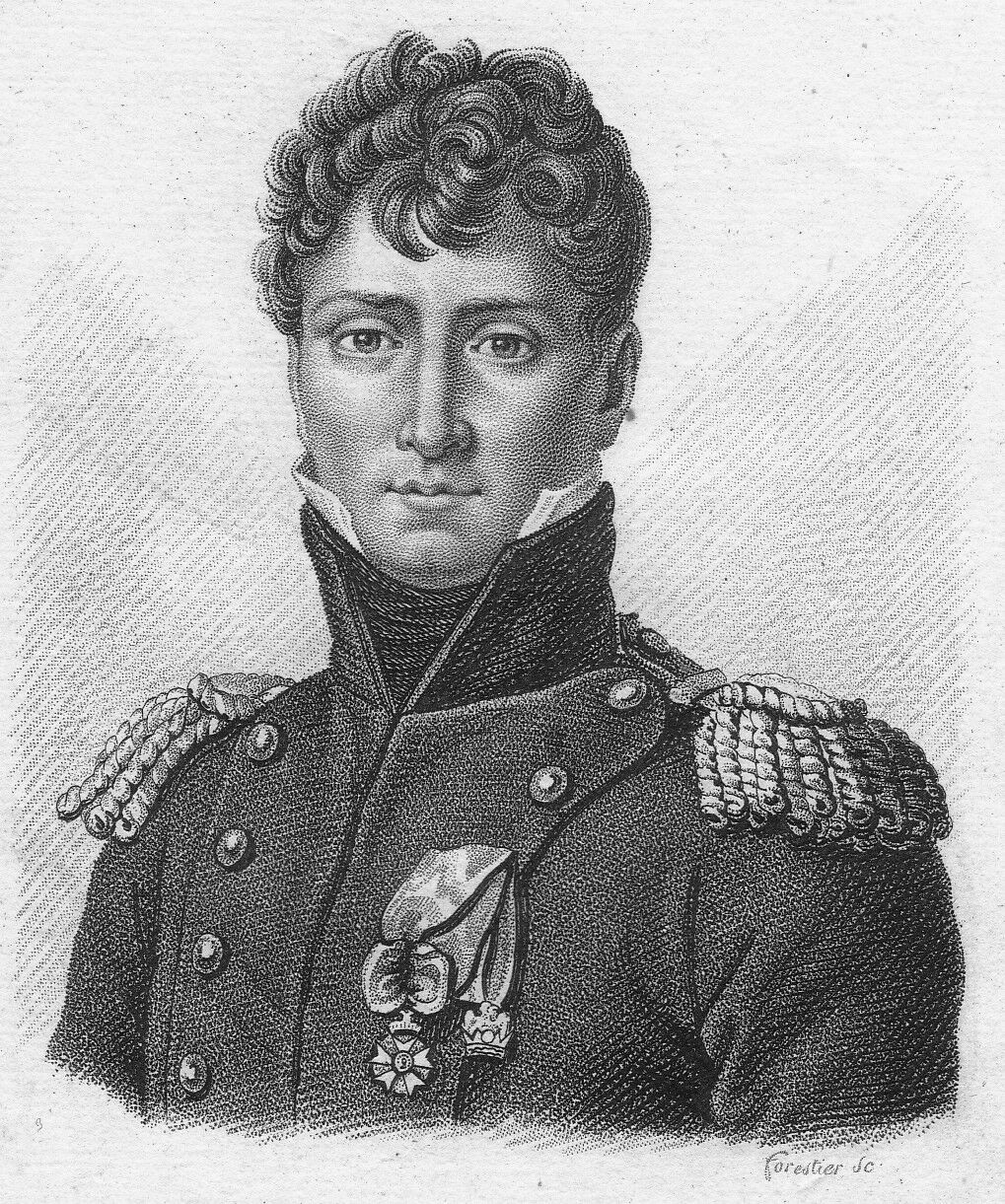
Auguste Marie Colbert de Chabanais (1777–1809), generál
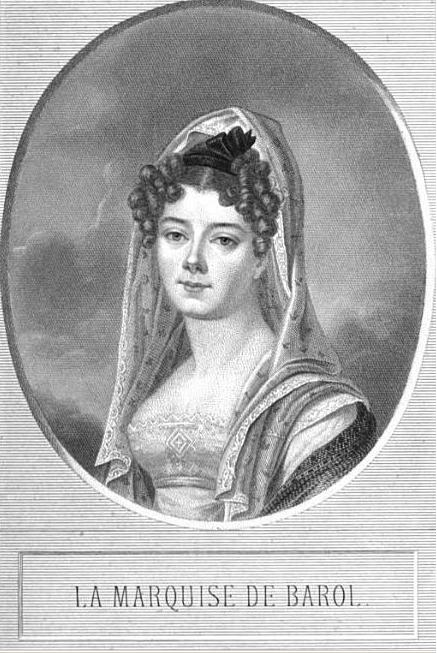
Juliette Colbert, provdaná markýza di Bartolo (1785–1864)
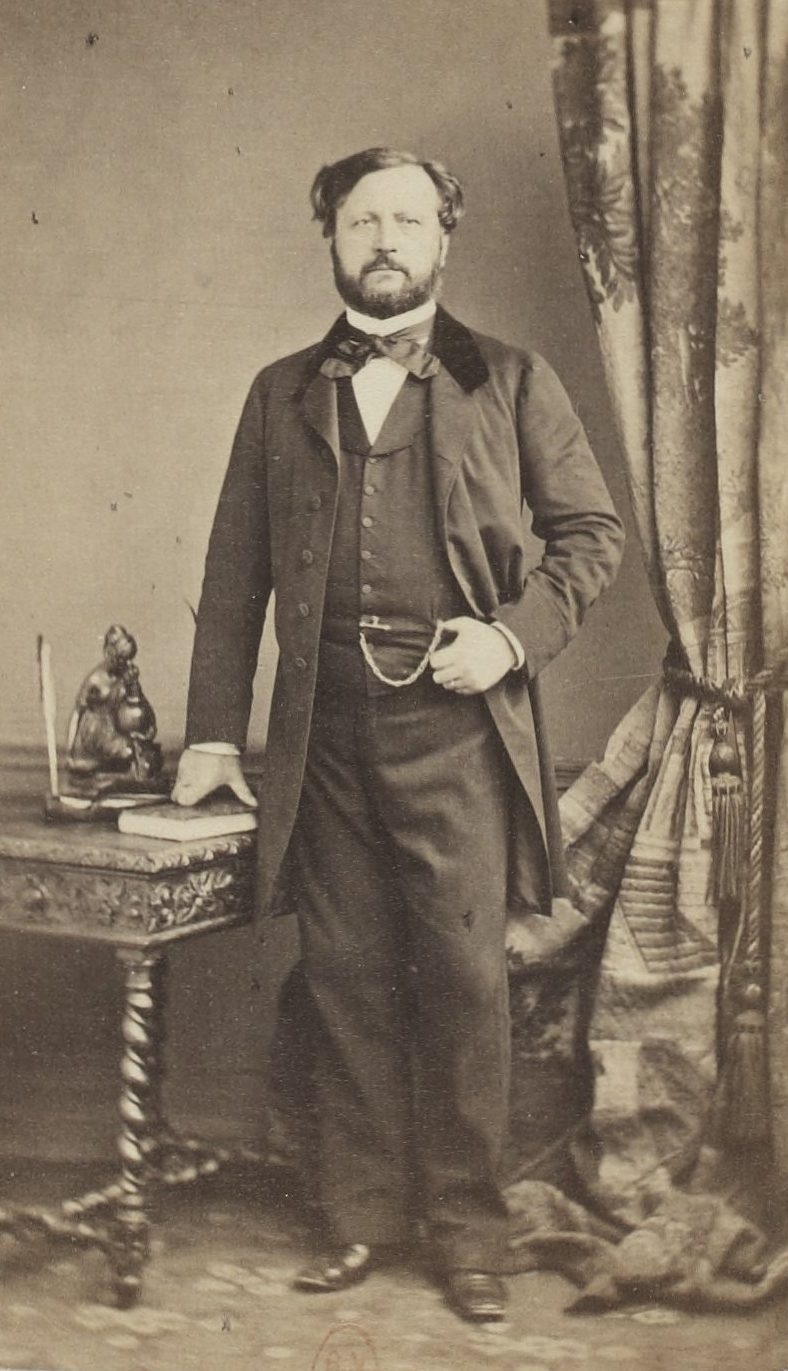
Napoléon Joseph Colbert, markýz de Chabanais (1805–1883), poslanec Zákonodárného sboru